# Spin (powieść)
Spin – powieść z gatunku fantastyki naukowej autorstwa Roberta Charlesa Wilsona. Opublikowana w 2005 r. szybko zdobyła uznanie środowiska otrzymując za najlepszą powieść w 2006 i Nagrodę im. Kurda Lasswitza w 2007, oprócz tego była nominowana do Nagroda im. Johna W. Campbella za powieść i  Nagrody Locusa. Jest pierwszą częścią trylogii, jej kontynuacje to powieści Axis i Vortex.

## Fabuła
Sielankowe dzieciństwo bohaterów przerywa pojawienie się Spinu, kiedy to gwiazdy i Księżyc znikają nagle z nieboskłonu. Badania telemetryczne pierwszych sond wysłanych poza planetę sugerują, że jest to coś na kształt membrany, która filtruje docierające do Ziemi fale elektromagnetyczne oraz spowalnia upływ czasu. Ci którzy zdają sobie sprawę z konsekwencji przyspieszonej ewolucji Słońca podejmują wysiłek skolonizowania Marsa, aby móc w warunkach jego wolniejszej skali czasu wypracować metodę ratunku i przyjść Ziemi z pomocą. Po 100 000 lat na Marsie i praktycznie w tej samej chwili dla Ziemian, Mars otrzymał jednak własną membranę i wysyła z powrotem tajemniczego ambasadora.
Fabuła o nieliniowej strukturze skupia się na losie trójki bohaterów. W roli narratora występuje jeden z nich, Tyler Dupree. Wspomnienia Tylera przeplatają się z wydarzeniami z dzieciństwa, historiami związanymi ze Spinem, wreszcie pojawieniem się ambasadora Marsjan i technologiami, które ze sobą przywiózł. Przyglądamy się jaki wypływ na ich życie będzie miało pojawienie się tajemniczego Spinu. 

### Główne postaci
- Tyler Dupree – syn gosposi, który wychowywał się razem z rodzeństwem Lawtonów, od dziecka zakochany w Dianie i zdający sobie sprawę z dzielającej ich klasowej różnicy. Próbując udowodnić sobie jak wiele potrafi zostaje lekarzem, jednak cały sugeruje się nam, że motywem pchającym Tylera do działania jest chęć zdobycia Diany.
- Jason Lawton – syn przemysłowca E.D. Lawtona, wszechstonnie uzdolniony, od dziecka przygotowywany do roli zastępcy ojca. Jason odgrywa rolę mózgu całej powieści, będąc założycielem firmy, która to podejmie się próby skolonizowania Marsa, fizyczne właściwości Spinu poznajemy jego oczyma.
- Diane Lawton – córka przemysłowca E.D. Lawtona, której pozwolono decydować o własnym życiu już od wczesnego dzieciństwa. Diane przyłącza się do neoreligii, mającej korzenie w ruchach hipisowskich i powstałej jako efekt pojawienia się Spinu, ruch głosi rychłe nadejście końca świata.

### Poruszane tematy
- Sonda kosmiczna
- Zasoby naturalne
- Dylatacja czasu
- Ewolucja biologiczna
- Ewolucja gwiazd
- Maszyna samoreplikująca
- Życie pozaziemskie
- Apokalipsa
- Smart Drug
- Tunel czasoprzestrzenny